# Список послов России в Узбекистане
В статье представлен список послов России в Узбекистане.
- 20 марта 1992 года[1] — установление дипломатических отношений на уровне посольств.

## Список послов
| Срок полномочий                  | Посол                          | Годы жизни | Вручение верительных грамот |
| -------------------------------- | ------------------------------ | ---------- | --------------------------- |
| 18 марта 1992 — 25 апреля 1997   | Филипп Филиппович Сидорский    | 1937—2023  |                             |
| 25 апреля 1997 — 25 августа 1999 | Александр Константинович Пацев | 1936—2024  |                             |
| 29 октября 1999 — 17 июня 2003   | Дмитрий Борисович Рюриков      | 1947—      |                             |
| 17 июня 2003 — 17 октября 2008   | Фарит Мубаракшевич Мухаметшин  | 1947—      | 23 августа 2003             |
| 23 ноября 2009 — 5 марта 2021    | Владимир Львович Тюрденев      | 1949—      | 23 декабря 2009             |
| 5 марта 2021 — настоящее время   | Олег Сергеевич Мальгинов       | 1957—      | 23 апреля 2021              |